# 瓦卢瓦地区库隆
瓦卢瓦地区库隆（法語：Coulombs-en-Valois，法語發音：[kulɔ̃ ɑ̃ valwa] ⓘ），或纯音译作库隆昂瓦卢瓦，是法国法蘭西島大區塞纳-马恩省的一个市镇，属于莫城区。 

## 地理
瓦卢瓦地区库隆（49°4'12"N, 3°7'34"E）面积22.41 平方千米，位于法国法蘭西島大區塞纳-马恩省，该省份为法国北部内陆省份，北起瓦兹省，西接埃松省、马恩河谷省、塞纳-圣但尼省和瓦兹河谷省，南至卢瓦雷省，东南接约讷省，东临马恩省和奥布省，东北接埃纳省。
与瓦卢瓦地区库隆接壤的市镇（或旧市镇、城区）包括：布吕梅斯、冈德吕、蒙蒂尼拉列、烏爾克河畔克魯伊、迪西、热尔米尼苏库隆。

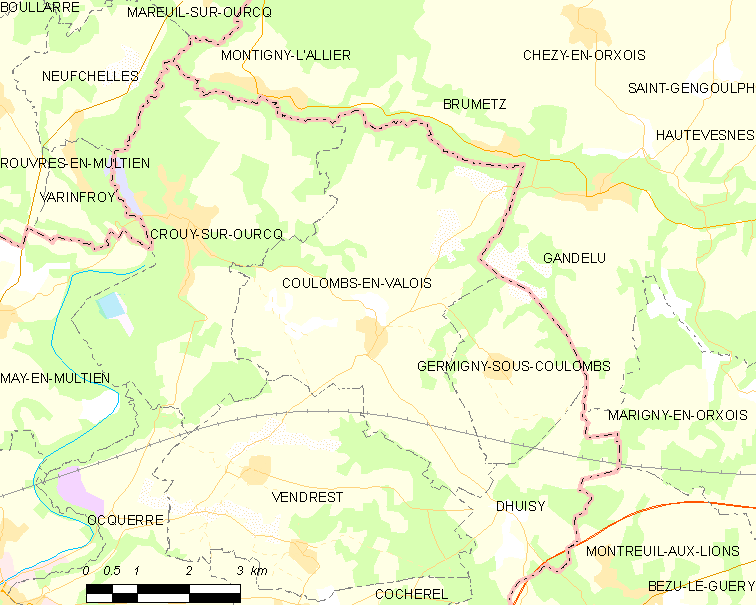
瓦卢瓦地区库隆的OSM定位图

瓦卢瓦地区库隆的时区为UTC+01:00、UTC+02:00（夏令时）。

## 行政
瓦卢瓦地区库隆的邮政编码为77840，INSEE市镇编码为77129。

## 政治
瓦卢瓦地区库隆所属的省级选区为拉费泰苏茹阿尔县。

## 人口

1962-2008年间瓦卢瓦地区库隆人口变化图示

瓦卢瓦地区库隆于2022年1月1日时的人口数量为579人。